# Wolferding
Wolferding ist ein Gemeindeteil der Stadt Vilsbiburg im niederbayerischen Landkreis Landshut. Bis 1978 bildete er eine selbstständige Gemeinde.

## Lage
Der Weiler mit Kirche liegt etwa vier Kilometer südwestlich von Vilsbiburg an der Bundesstraße 388.

## Geschichte
Wolferding lässt sich auf eine Siedlung an einem alten Straßenverbindungsweg zurückführen. Die Filialkirche St. Georg und St. Martin ist ein spätgotischer Backsteinbau, bezeichnet 1498. Die Grundlage der landgerichtlichen Gemeinde Wolferding von 1818 waren die Steuerdistrikte Wolferding bzw. Johanneskirchen von 1808. Die Gemeinde gehörte zum Landgericht Vilsbiburg, später Landkreis Vilsbiburg und umfasste neben Wolferding den Gemeindesitz Johanneskirchen, Achldorf, Anzenberg, Bründl, Buckleck, Burg, Eckweg, Eibelswimm, Gassau, Grub, Hinterwimm, Hinzing, Hollreit, Holzen, Holzleiten, Irleswimm, Kienberg, Kirchstetten, Kögleck, Kollmannsberg, Kratzen, Landesberg, Oberenglberg, Oberschellenberg, Pirken, Putzing, Reichreit, Ritthal, Rofoldsreit, Rumpfing, Saching, Schußreit, Stadl, Thal I, Thal II, Thalham, Trauterfing, Ulring, Unterenglberg, Unterschellenberg, Vockhof, Wachsenberg und Wies. Im Rahmen der Gebietsreform in Bayern erfolgte am 1. Mai 1978 die Eingemeindung der Gemeinde Wolferding zur Stadt Vilsbiburg. Burg, Hollreit, Holzleiten und Putzing sind seit dem 1. Mai 1978 bei der Gemeinde Bodenkirchen.

## Sehenswürdigkeiten
- Nebenkirche St. Georg und Martin: Die Saalkirche ist ein einheitlicher spätgotischer Backsteinbau, wie er im Vilstal und der Umgebung häufig anzutreffen ist. Er wurde 1498 errichtet. Charakteristisch ist der an der Südseite angebaute, fünfgeschossige Turm mit Satteldachabschluss. Die Kirche ist in die Denkmalliste von Vilsbiburg eingetragen.